# Knierim (Iowa)
Knierim est une ville du comté de Calhoun, en Iowa, aux États-Unis. La ville est fondée en 1899, par William et Wilhelmina Knierim. Elle est incorporée le 13 juin 1901,,.

## Source de la traduction
- (en) Cet article est partiellement ou en totalité issu de l’article de Wikipédia en anglais intitulé « Knierim, Iowa » (voir la liste des auteurs).